# Cochons de Pink Floyd

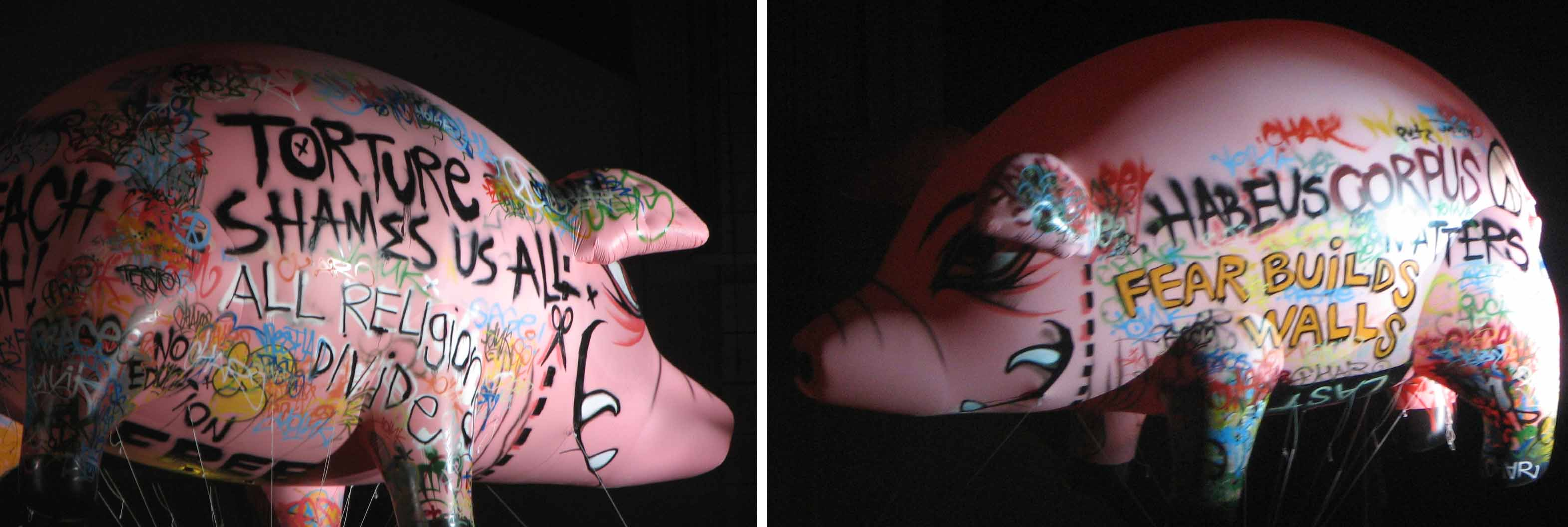
Cochon gonflable employé lors du concert de Roger Waters au Hollywood Bowl, le 13 juin 2007.

Les cochons sont un élément caractéristique de l'univers visuel du groupe de rock progressif Pink Floyd, notamment en concert, où de gigantesques cochons gonflables sont lâchés dans le public. Le bassiste du groupe, Roger Waters, a repris les cochons gonflables lors de ses tournées en solo.

## La pochette d'Animals

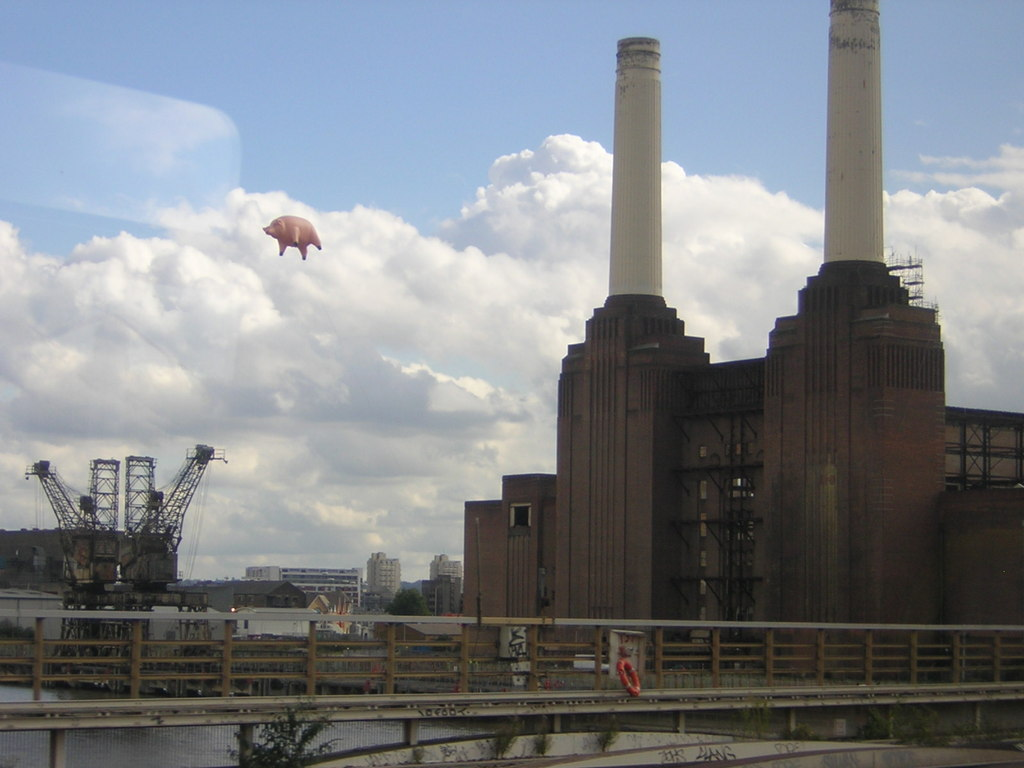
Un cochon volant a été ré-installé devant la Battersea Power Station pour promouvoir la réédition du catalogue de disques de Pink Floyd en 2011.

Le cochon original — une truie du nom d'Algie — fut conçu par Roger Waters et fabriqué aux Pays-Bas en décembre 1976 par la firme ayant fabriqué les dirigeables Zeppelin, en prévision des photographies pour la pochette de l'album Animals, qui évoque la division de la société en trois groupes : les moutons, suiveurs passifs, les chiens, gardiens et hommes d'affaires agressifs, et les cochons, riches et puissants. Cette notion est librement inspirée du livre de George Orwell La Ferme des animaux, sa critique du bolchevisme étant remplacée par celle du capitalisme.
Le ballon de 12 mètres de long, rempli d'hélium, devait survoler la Battersea Power Station, avec un tireur d'élite prêt à l'abattre s'il venait à s'échapper. Cependant, la photo ne fut pas prise le premier jour, et le second jour, personne ne lui ayant dit de revenir, le tireur n'était plus là. Profitant d'une rafale de vent, le cochon s'échappa, devenant rapidement invisible depuis le sol. Il fut détecté par des pilotes d'avion à 40 000 pieds d'altitude, et les vols à l'aéroport de Londres Heathrow furent annulés, le cochon se trouvant au beau milieu des couloirs aériens. Il poursuivit sa route vers l'est et finit par atterrir dans une ferme du Kent en pleine nuit.
Le cochon fut récupéré et réparé pour prendre la photographie de la pochette, mais en ce troisième jour, le ciel était bleu et donc « ennuyeux ». Comme les photos du ciel du premier jour étaient bonnes, la pochette de l'album fut créée par le studio Hipgnosis à partir de photos des premier et troisième jours.

## En concert

### Avec Pink Floyd
Après la parution d'Animals, en 1977, Pink Floyd entama la tournée In the Flesh. Durant les concerts, le cochon apparaissait autour des enceintes, au milieu d'un nuage de fumée noire, pendant que le groupe interprétait Pigs (Three Different Ones).
Le cochon était également présent dans les concerts de la tournée The Wall, l'album suivant du groupe (1979-1980) : il était alors noir et non plus rose, avec l'emblème des marteaux croisés (récurrent dans l'album) sur le côté. Il apparaissait au moment de la chanson In the Flesh, et Waters y faisait souvent référence juste avant Run Like Hell, la chanson suivante, de façon différente à chaque fois ; les fans utilisent cette particularité pour dater leurs bootlegs.
Après le départ de Roger Waters du groupe, en 1985, il retint le copyright sur le design original du cochon, demandant 800 $ pour chaque fois où les autres membres de Pink Floyd apparaîtraient avec le cochon. David Gilmour ajouta des testicules à ce qui n'était jusqu'alors qu'une truie afin d'éviter de payer cette somme.
Durant les deux tournées qui suivirent le départ de Waters, le cochon fut employé à de nombreuses reprises. Deux d'entre eux furent perdus durant la tournée A Momentary Lapse of Reason.

### Avec Roger Waters en solo

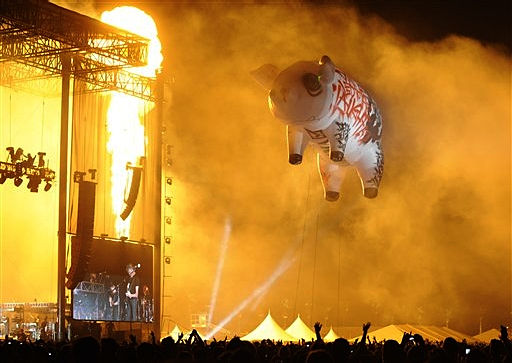
Cochon volant lors du concert au Coachella Festival, en 2008.

Après son départ, Roger Waters a continué à employer un cochon gonflable lors de ses concerts tel que le Live Earth, le 7 juillet 2007, de même que lors de sa tournée Dark Side of the Moon (2006-2007). Le cochon employé lors de cette tournée s'est peu à peu couvert de graffitis divers, reflétant les opinions anti-Bush de Waters, demandant son impeachment ainsi que son aversion pour les religions ou la torture. Selon les pays où passait Waters, les messages changeaient : lors de son concert à Paris, le 3 mai 2007, on pouvait lire « Quels enculés » sur l'arrière-train de l'animal, et le nom de Le Pen sur sa patte arrière gauche. Lors du Desert Trip Festival à Indio les 9 et 16 octobre 2016, une effigie de Donald Trump figure sur le cochon pendant la chanson Pigs (Three different ones), alors que sont écrits sur le mur les mots « Trump is a pig ».